# Аджайи, Дамола
Ойиндамола Олуватоби Питер Аджайи (англ. Oyindamola Oluwatobi Peter Ajayi, родился 27 декабря 2005) — английский футболист,  правый вингер клуба Английской Премьер-лиги «Тоттенхэм Хотспур», выступающий на правах аренды за «Донкастер Роверс»

## Клубная карьера
Аджайи начинал карьеру в молодёжной системе клуба «Бромли». В 2022 году он перешёл в молодёжную академию «Тоттенхэм Хотспур». 18 января 2024 года Аджайи подписал свой первый профессиональный контракт с «Тоттенхэмом» и был переведён в команду до 21 года. Дамола был частью молодой команды, которая памятно выиграла Кубок Премьер-лиги среди игроков до 17 и до 18 лет в сезоне 2022/23, а также выступал в составе команды до 21 года, выигравшей титул Премьер-лиги 2 в прошлом сезоне. Летом 2024 года он начал тренироваться с основной командой клуба во время предсезонной подготовки. Впервые попал в заявку основной команды на матч Лиги Европы УЕФА против венгерского клуба «Ференцварош» 3 октября 2024 года..
5 января 2025 года Аджайи продлил контракт с клубом до 2028 года. Дебютировал за основную команду 30 января 2025 года, выйдя на замену в матче Лиги Европы УЕФА против шведского клуба «Эльфсборг», который завершился победой «Тоттенхэма» со счётом 3:0. В этом же матче он забил свой первый гол за клуб, став автором второго мяча.

## Личная жизнь
Аджайи родился в Лондоне и имеет нигерийские корни.

## Стиль игры
Аджайи известен своей скоростью, техникой и умением завершать атаки. Его физические данные (рост 176 см, вес 75 кг) позволяют эффективно бороться с защитниками соперника. Его называют универсальным нападающим, играющий как справа, так и в центре.

## Статистика выступлений
| Клуб                  | Сезон            | Лига                    | Лига | Лига | Кубок Англии | Кубок Англии | Кубок Английской футбольной лиги | Кубок Английской футбольной лиги | Европа | Европа | Другие | Другие | Всего | Всего |
| Клуб                  | Сезон            | Соревнование            | Игры | Голы | Игры         | Голы         | Игры                             | Голы                             | Игры   | Голы   | Игры   | Голы   | Игры  | Голы  |
| --------------------- | ---------------- | ----------------------- | ---- | ---- | ------------ | ------------ | -------------------------------- | -------------------------------- | ------ | ------ | ------ | ------ | ----- | ----- |
| Тоттенхэм Хотспур U21 | 2024–25          | —                       | —    | —    | —            | —            | —                                | —                                | —      | —      | 3      | 1      | 3     | 1     |
| Тоттенхэм Хотспур     | 2024–25          | Английская Премьер-лига | 0    | 0    | 0            | 0            | 0                                | 0                                | 1      | 1      | —      | —      | 1     | 1     |
| Всего за карьеру      | Всего за карьеру | Всего за карьеру        | 0    | 0    | 0            | 0            | 0                                | 0                                | 1      | 1      | 3      | 1      | 4     | 2     |

1. ↑  Игры в Кубок Английской футбольной лиги
2. ↑  Appearance(s) in Лига Европы УЕФА

### Достижения
«Тоттенхэм Хотспур»
- Победитель Лиги Европы УЕФА: 2024/25